# インターネットユーザー協会
一般社団法人インターネットユーザー協会（インターネットユーザーきょうかい、英: Movements for Internet Active Users）は、日本の一般社団法人。略称はMIAU（みゃう）。
2007年10月16日に設立された任意団体・インターネット先進ユーザーの会が前身。同会は2008年6月25日付で中間法人法に基づく無限責任中間法人となった後、公益法人制度改革に伴い2009年2月27日付の官報告示により一般社団法人へ転換すると共に4月1日付で団体名を改称した。

## 概要
日本国内においては、アメリカ合衆国における電子フロンティア財団（EFF）や、イギリスにおける権利開放団体（ORG）のような知的財産を利用する立場から専門的な政策提言を行う団体が存在しなかった。それに伴い、文化審議会著作権分科会を始めとする知的財産法や、音楽レコードの還流防止措置、私的録音録画補償金制度、インターネット関連法規の改正議論の場においても、権利者や業界団体の主張が優先され、消費者の権利としてのインターネット上における言論・表現の自由を知的財産権により制約する方向への立法に歯止めが掛からないでいる。その反面、ネットワーク技術の恩恵をより拡大する方向での立法がなかなか進まない傾向が強いと指摘されている。
MIAUでは、上記のような傾向に対してインターネット利用者の利益代表として「情報技術を応用することで、現在よりも自由で幸福な社会を作れる」と考える人々の声をまとめ、既存の法や制度に依拠する人々に対して、新たな技術による自由がもたらす利益と幸福について説明することを活動目的としている。
MIAU設立後の当面の活動目標としては、
1. 違法サイトからのコンテンツダウンロード違法化への反対意見表明
2. コピーワンス及びダビング10技術の採用に対する反対意見表明
3. 著作権の保護期間延長に対する反対意見表明
4. 上記1〜3に関するインターネットユーザーの意見表明の支援

が挙げられている。10月18日に東京都内で行われた記者会見では、10月16日から11月15日まで文化審議会著作権分科会が募集しているパブリックコメントの提出を一般ユーザーに呼びかけると共に、一般ユーザーの意見提出に対する支援を実施した。
2008年以降は知的財産権に関わる問題に加えて、いわゆる「有害情報」に対する表現規制に関わる問題へ活動範囲を拡げ、日本ユニセフ協会が主催する「なくそう! 子どもポルノキャンペーン」の活動趣旨に対する公開質問状を提出したり、同時期に自民党・民主党がそれぞれ国会への提出準備を進めていた「青少年の保護」を目的とするネット規制法案（6月11日に「青少年が安全に安心してインターネットを利用できる環境の整備等に関する法律」の名称で成立）への反対声明をWIDEプロジェクト他の団体と共同で公表する等の活動を行っている。

### 略称について
略称の「MIAU」はドイツ語及びフランス語で猫の鳴き声を表す擬音であり、公式サイト上では猫が跳び上がる瞬間をイメージしたシンボルマークが使用されている。

## 関係する人物

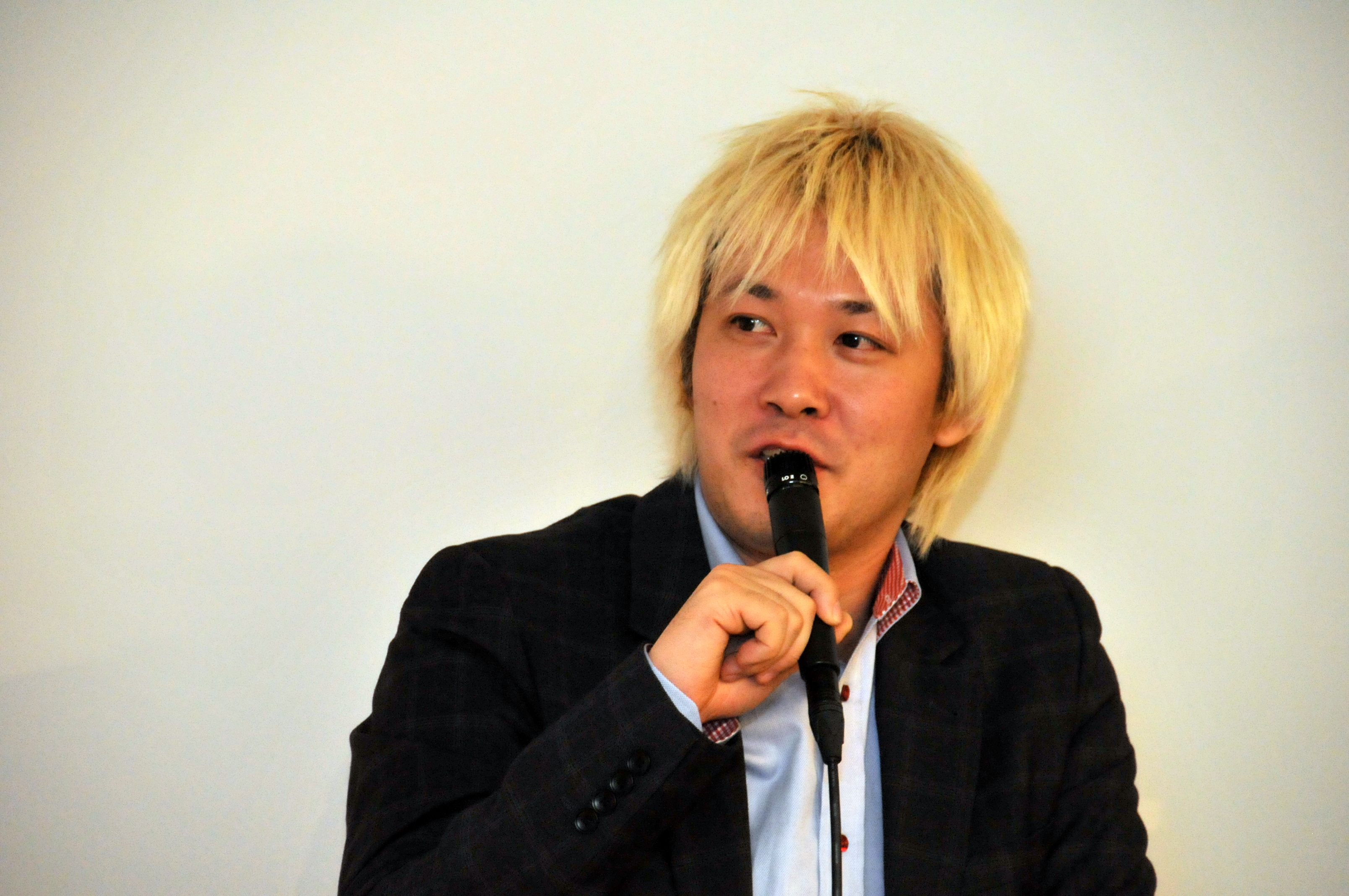
津田大介

- 代表理事：小寺信良（コラムニスト、AV・音響機器評論家）
- 代表理事：津田大介（ジャーナリスト）
- 理事：庄司昌彦（国際大学GLOCOM 講師／主任研究員）、 八田真行

### 発起人
以下は発足時の発起人を五十音順で排列した。現在はMIAUの活動から離れているメンバも含む。
- 榎本温
- 北島哲郎
- 工藤郁子
- 小寺信良
- 崎山伸夫
- 白田秀彰
- 津田大介
- 中川譲
- 平田謙一
- 真紀奈